# Orconectes hathawayi
Orconectes hathawayi är en kräftdjursart som beskrevs av Penn 1952. Orconectes hathawayi ingår i släktet Orconectes och familjen Cambaridae. IUCN kategoriserar arten globalt som livskraftig. Inga underarter finns listade i Catalogue of Life.